# Zuid-West-Nederland

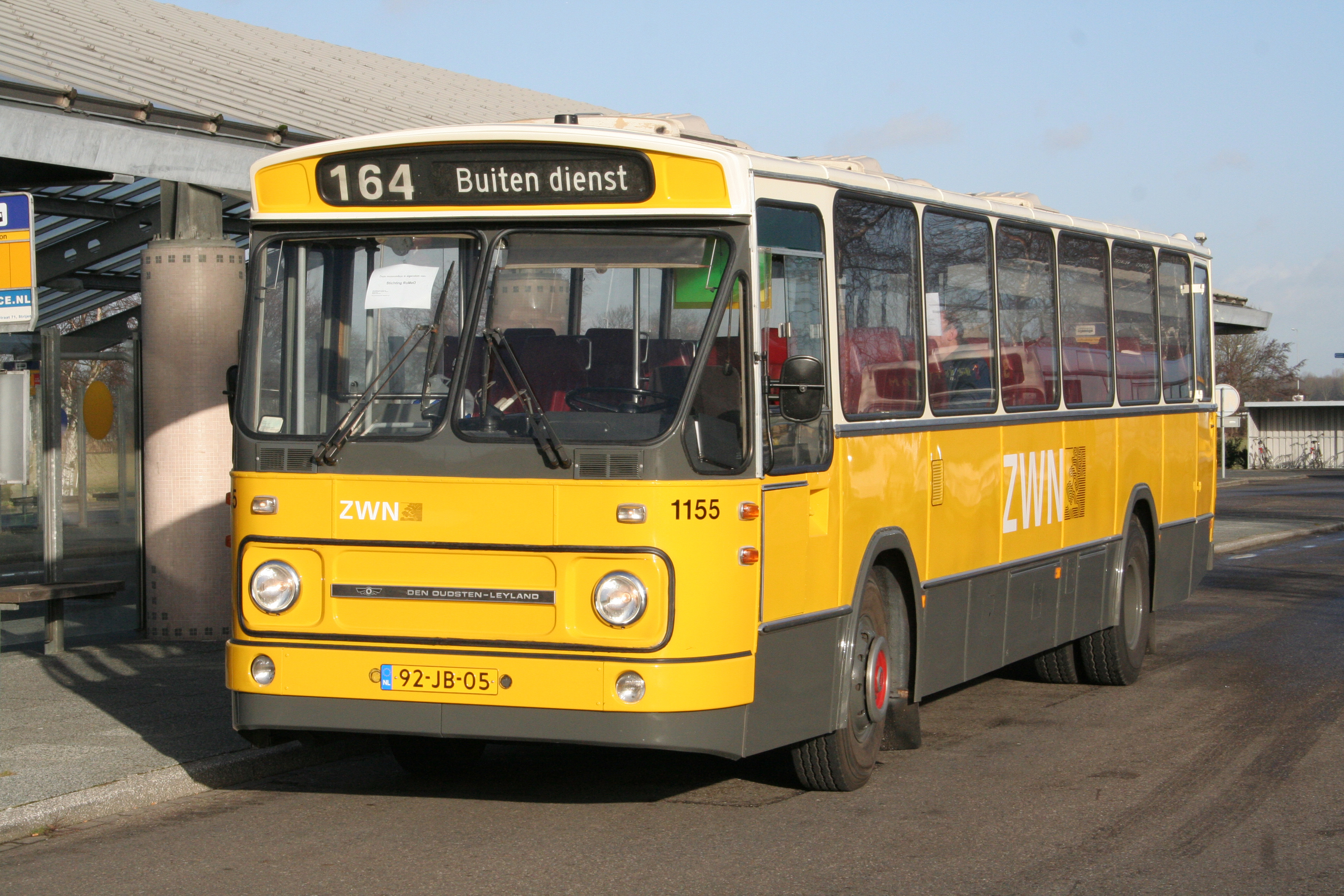
Een museumbus in de kleuren van Zuid-West-Nederland.

De N.V. Streekvervoer Zuid-West-Nederland (ZWN), gevestigd te Zierikzee, was van 1978 tot 1994 een Nederlands bedrijf dat openbaar vervoer per autobus verzorgde in Zeeland en op de Zuid-Hollandse Eilanden.
ZWN werd opgericht op 23 januari 1978 als opvolger van:
- Rotterdamsche Tramweg Maatschappij (RTM) te Zierikzee (vervoergebied Voorne-Putten, Goeree-Overflakkee, Hoeksche Waard, Schouwen-Duiveland);
- Stoomtram Walcheren (SW) te Middelburg (vervoergebied Walcheren);
- Zeeuwsch-Vlaamsche Tramweg-Maatschappij (ZVTM) te Terneuzen (vervoergebied Zeeuws-Vlaanderen), waarin in 1975 Stoomtram-Maatschappij Breskens - Maldeghem (SBM) te Aardenburg was opgegaan.

Alle vier bedrijven zijn ooit begonnen als exploitant van tramlijnen en waren op het moment van de fusie dochterondernemingen van de Nederlandse Spoorwegen.
Op grond van historische aanspraken bestonden speciale overeenkomsten met de particuliere busbedrijven Van Oeveren te Zierikzee en Vermaat te Hellevoetsluis, die een aantal ZWN-busdiensten voor hun rekening namen. 
In 1985 nam ZWN de streekvervoerdiensten over van de bedrijven die samenwerkten onder de naam Auto Maatschappij 'Zeeland' (AMZ) (vervoergebied Noord- en Zuid-Beveland). In opdracht van ZWN bleef AMZ enkele lijndiensten verzorgen.
Op 1 november 1994 fuseerde ZWN met Westnederland tot ZWN-Groep, gevestigd te Boskoop.